# プルイニョー
プルイニョー （Plouigneau、ブルトン語:Plouigno）は、フランス、ブルターニュ地域圏、フィニステール県のコミューン。

## 地理
プルイニョーの町は標高160mの台地上にあり、パリ-ブレスト間を走る高速道が境界を走る。

## 歴史
プルイニョーの名は聖イニャス（Saint Ignace）からきている。ブルトン語ではSant Igneauといい、地名はPloué-Igneauといった。このイニャスは元々はブリテン島のコーンウォールで生まれたキリスト教修道士で、名をキニオー（Quiniau）といい、6世紀にイギリス海峡を渡ってブルターニュへやってきた。
しかしプルイニョーより以前にあった教区はランヌルヴォズであった。かつての司祭館、井戸、聖イニャスの泉が、初期のキリスト教の基盤があった証明となっている。
1789年のフランス革命以降にランネアヌ小教区が独立したコミューンになったにもかかわらず、残った8つの小教区が集まって1つのコミューンを形成した。これが現在のプルイニョーである。
1896年の文書は、サン・メンの無原罪の御宿り姉妹会が、プルイニョーの病人の家を回って世話をしていたことを示している。

## 人口統計
| 1962年 | 1968年 | 1975年 | 1982年 | 1990年 | 1999年 | 2006年 | 2010年 |
| ------ | ------ | ------ | ------ | ------ | ------ | ------ | ------ |
| 2913   | 2844   | 3172   | 3608   | 4023   | 4138   | 4367   | 4753   |

参照元:1999年までEHESS、2000年以降INSEE

## 史跡

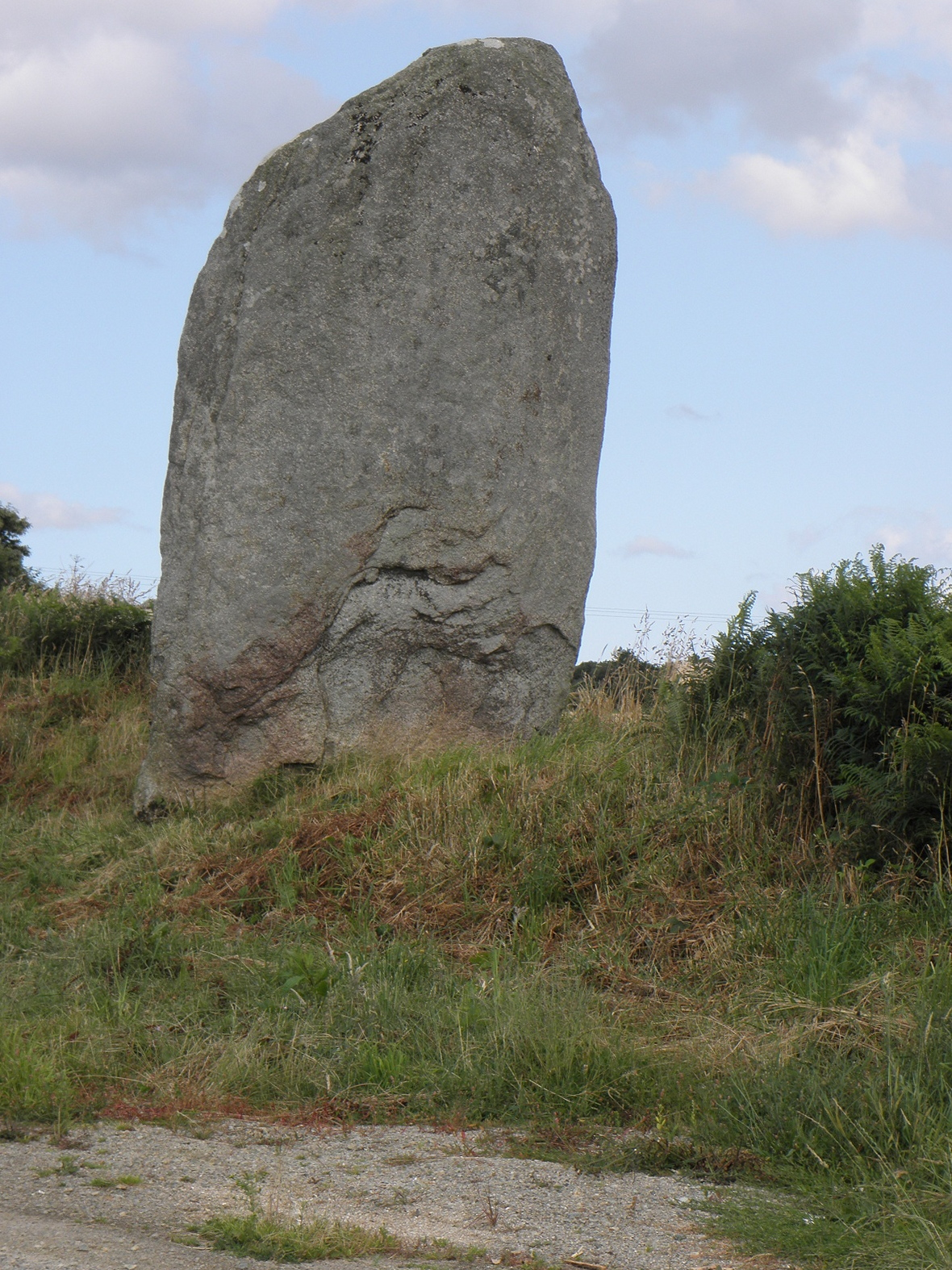
Creac'h Edernのメンヒル
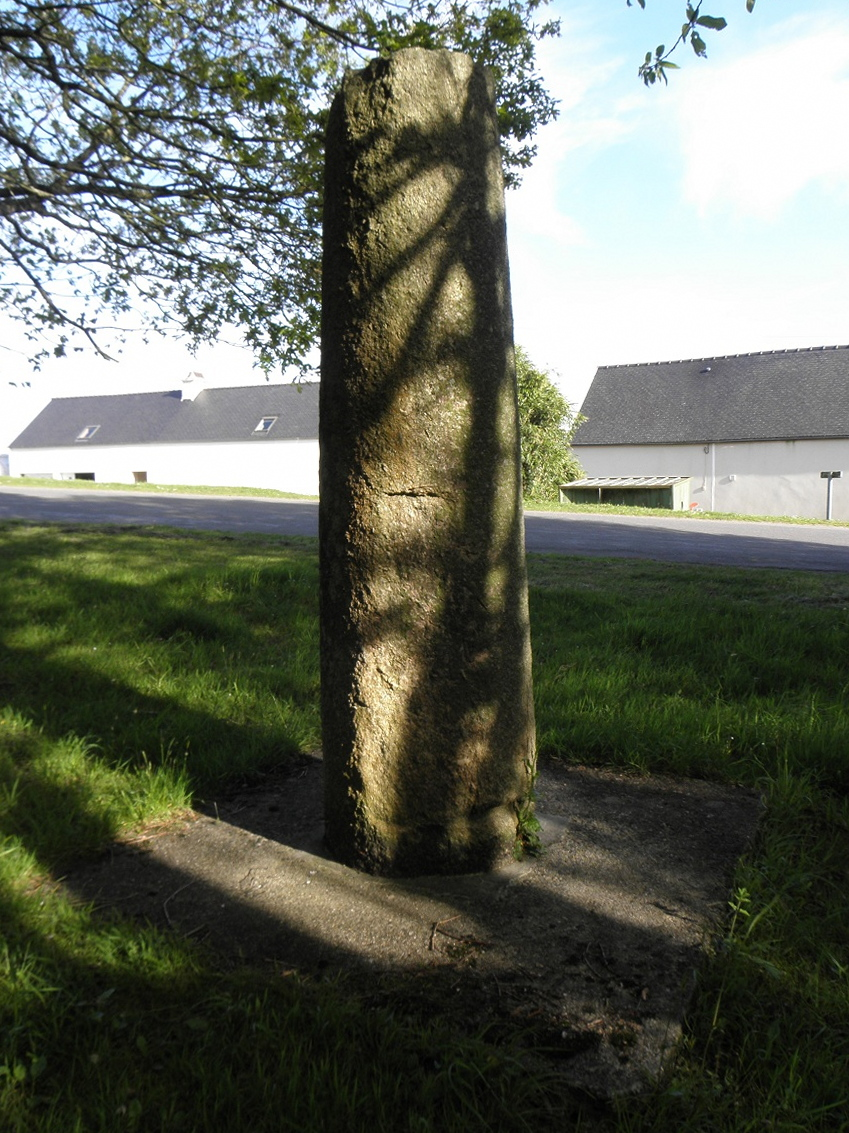
Croas ar Peulvenの石碑

## 姉妹都市
- ベデルナウ、ドイツ